# チーズソース
チーズソース (英: cheese sauce）とはチーズを主材料とするソース。ナチュラルチーズ、プロセスチーズのいずれも材料となり、乾燥・粉末チーズも用いられる。バリエーションは多く、様々な食ベ方がある。多くのメーカーによって液状・粉末の製品が生産されている。既成品のチーズソースは家庭や料理店で直接使われるほか、マカロニ・アンド・チーズのミックスや冷凍食品など多様な加工食品の原料にもされている。

## バリエーション
チーズを主材料とするソースは多数存在する。
- アルフレードソース ― フェットゥチーネ・アルフレードから派生した米国のソース[4]。
- ブルーチーズドレッシング[5]
- カルーソーソース（英語版）― 南米生まれのソース[6]。
- チェダーソース（英語版）[7]
- チリコンケソ ― クリーム状の滑らかなソースで、アメリカ南西部で特に人気[8][9]。
- クラブディップ ― クリームチーズとカニを用いるディップ[10]。
- モルネーソース ― ベシャメルソースを元にしたフランスのソース[11]。
- ナチョ・チーズ ― プロセスチーズから作られるアメリカのソース[12]。

クラフトフーヅのプロセスチーズ・スプレッド、チーズ・ウィズはアメリカで1950年代から製造されている。ウェルシュ・レアビットのソースを簡単に作れるように開発されたもので、現在は当初からのビン入りのほかスプレー缶入りの商品もある。フィラデルフィア・チーズステーキは一般にチーズ・ウィズで作られる。

バリエーション
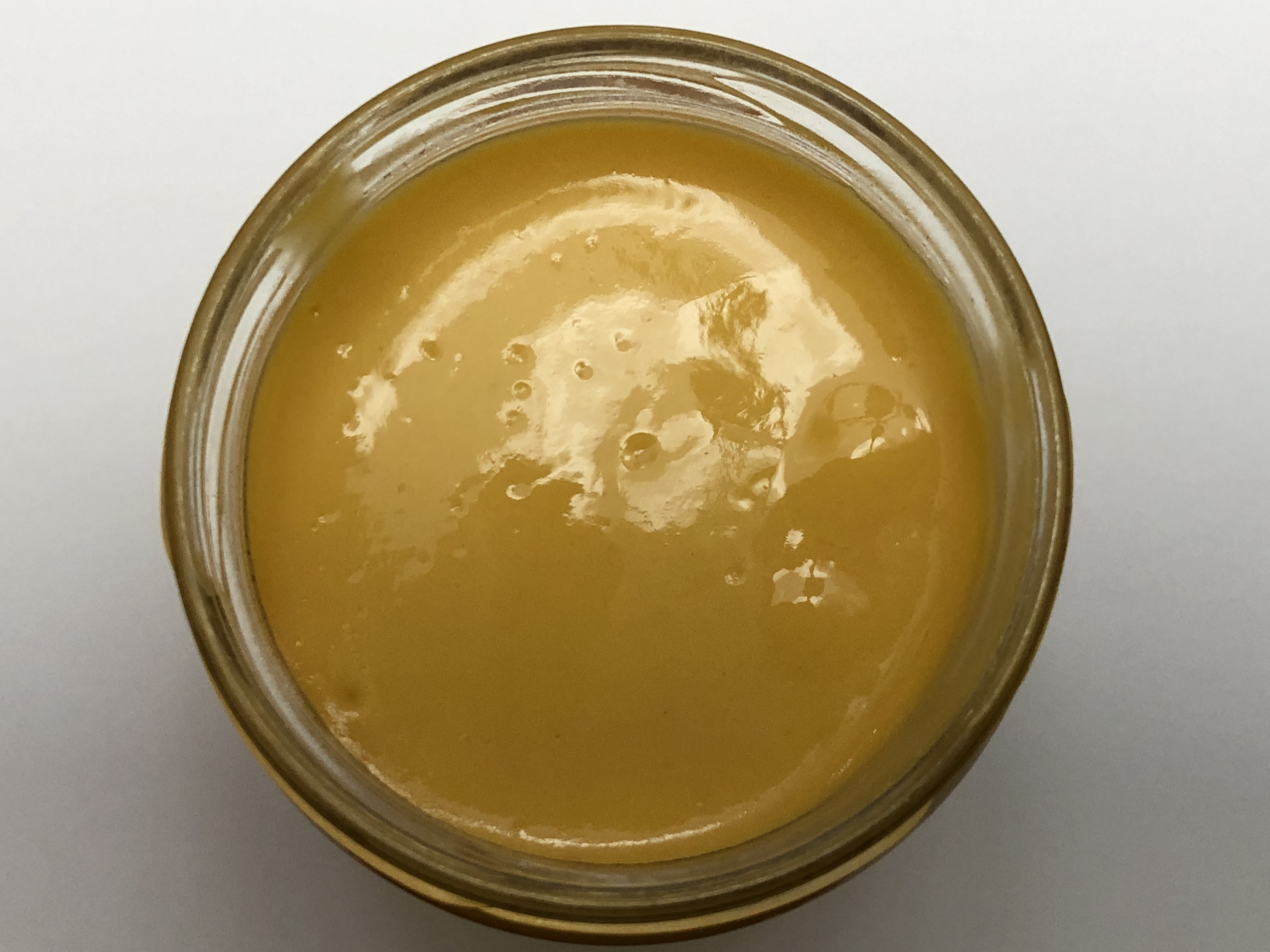
ビン入りのチーズ・ウィズ。
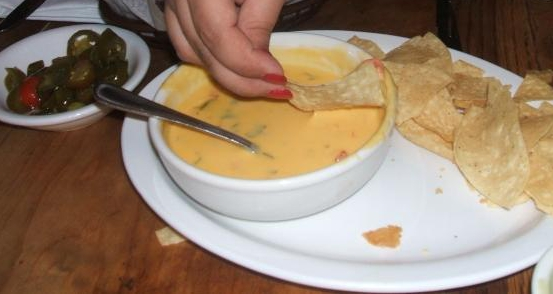
チリコンケソとトルティーヤ・チップス。
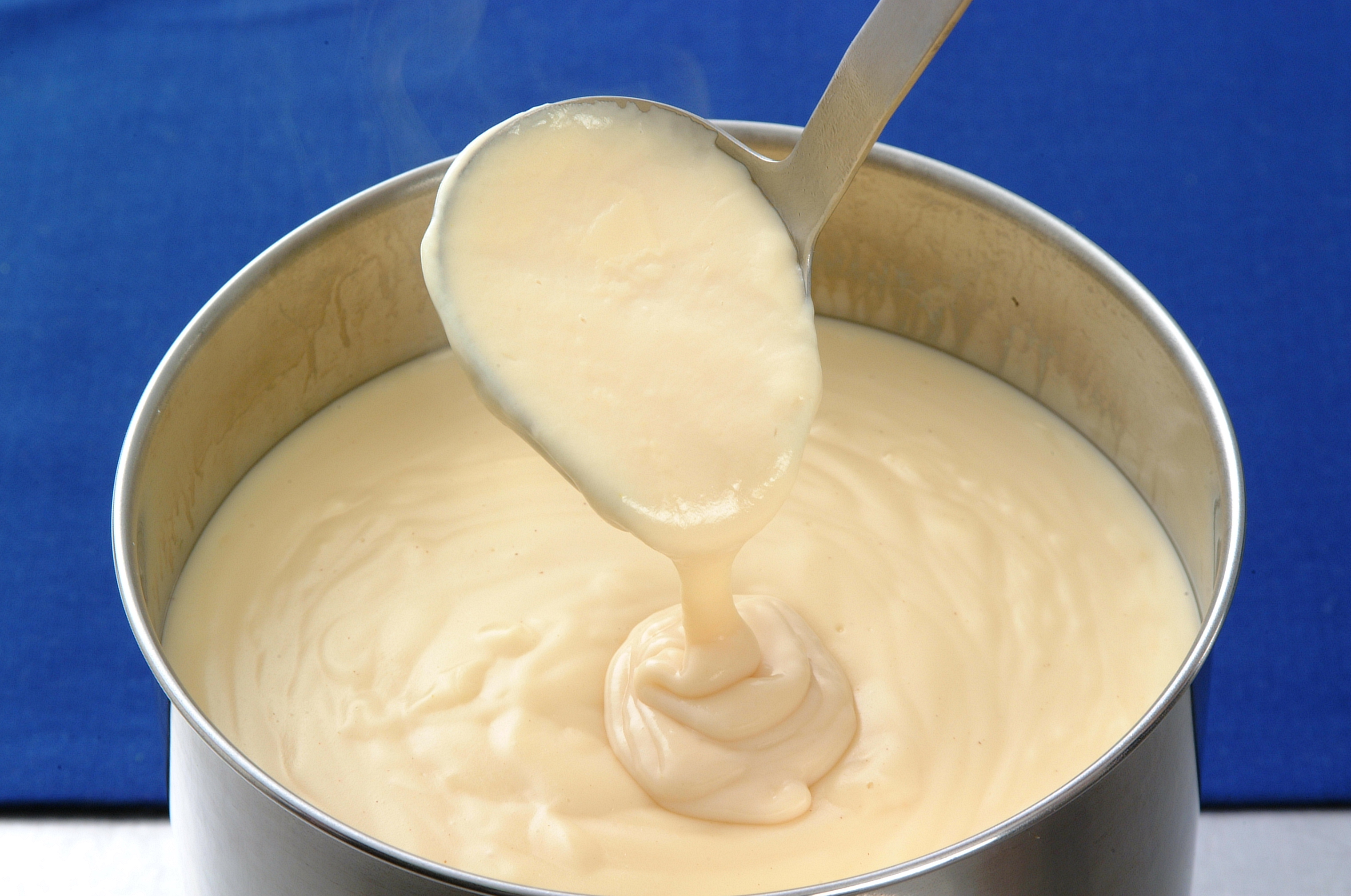
モルネーソース。

## チーズソースを用いた料理

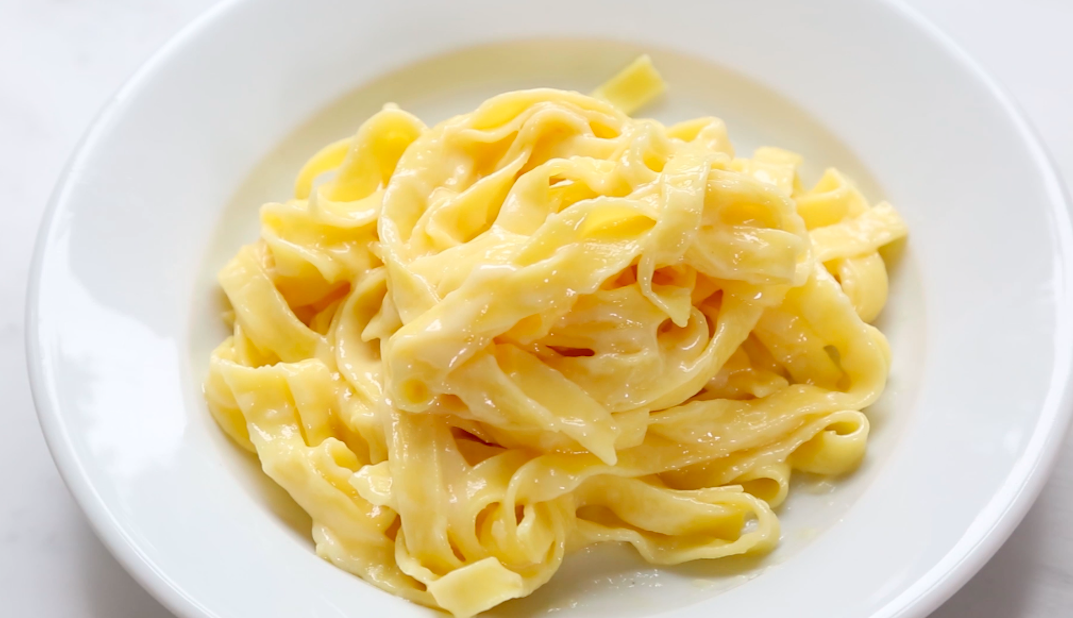
フェットゥチーネ・アルフレード。

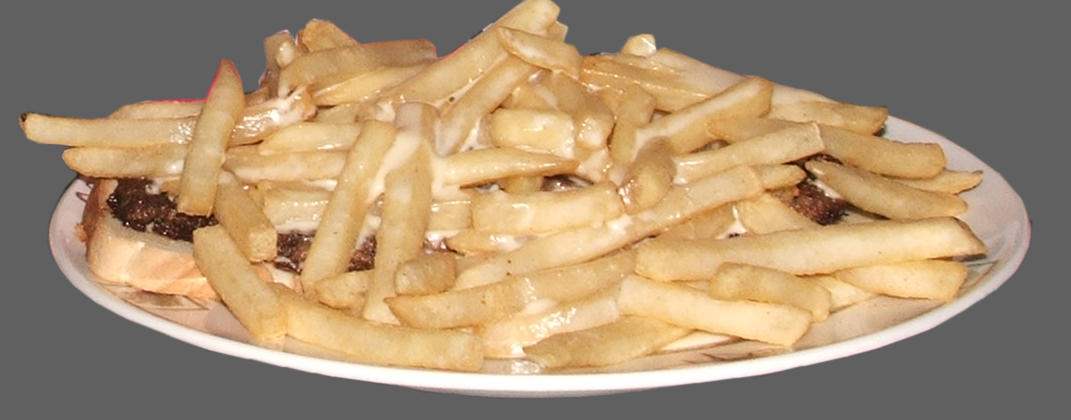
ホースシュー・サンドイッチ。

チーズソースはポテトチップや野菜など様々な食品につけるディップとして広く用いられている。材料やトッピングとして用いる料理やサイドディッシュも多く、サンドイッチ、ローストポテト、キャセロール、パスタ、卵料理、魚料理、肉料理、スープなど多様な例がある。
チーズソースを用いる料理の例をいくつか挙げる。
- アルマドロック（英語版） ― 中世カタルーニャ地方のチーズソース[16]。
- チーズフライ (フライドポテト)（英語版） ― フライドポテトにチーズソースをかけたもの[17]。
- チーズステーキ ― 牛肉、タマネギ、チーズ・ウィズを具にしたサンドイッチ[18]。
- フェットゥチーネ・アルフレード ― バターとパルミジャーノ・レッジャーノを火にかけてソースにする[4]。
- フォンデュ ― 溶かしたチーズを使うスイス料理。数種のチーズ、ワインと調味料を熱してソースにするのが一般的[19][20]。
- ホースシュー・サンドイッチ（英語版） ― トーストに肉とフライドポテトを乗せてチーズソースをかける[21]。
- ロクシェン・ミット・ケース（英語版） ― 卵麺を使ったユダヤのパスタ料理[22]。
- マカロニ・アンド・チーズ ― マカロニを使ったキャセロール料理[23]。
- ナチョス[24]
- テトラッツィーニ ― ロングパスタを使ったキャセロール料理[25]。
- ウェルシュ・レアビット ― トーストにチーズソースをかけたもの。ソースそのものを指すこともある[14]。

## 工業製品
アメリカをはじめとして多くの国では（中国やスイスなど）チーズソースが工場生産されている。アメリカでは既製品のソースがグロサリーストアで販売されており、カジュアル・ダイニング・レストランやファストフード店でも使用されている。
大量生産のチーズソースは一般に無菌プロセスで製造され、缶、ビン、バッグインボックスなどの滅菌容器に充填される。スプレー缶で売られるタイプもある。原料のチーズにはナチュラルチーズとプロセスチーズのいずれも用いられる。工場生産品には、なめらかさ・粘度・色・風味の安定性と保存性を向上させ、食味を良くし、鮮度を保つために各種の食品添加物や保存料を加えることがある。代表的な添加物・保存料にはカラギーナン、クエン酸、グルタミン酸ナトリウム、クエン酸ナトリウム、ソルビン酸、キサンタンガムがある。
一般的な液状チーズソースの調理加工工程では、塊状のチーズ製品を粉砕し、乳化剤などの材料や水とともに大型の加工槽に投入する。混合物を撹拌してスラリー化し、無菌ラインの中で加熱滅菌を行い、流動性を高めて滅菌済みのビンや缶に充填する。無菌加工されたチーズソースは一般に保存性が高く、開封しない限り常温保存が可能である。
バッグインボックス（ダンボールケースとプラ内装を組み合わせた業務用容器）入りのチーズソースは主にフードサービス業や小売店で利用されている。チーズソースを無菌パックした内装プラバッグを保温器に取り付けて適切な温度に保ち、ポンプディスペンサーによってソースを吐出する。トルティーヤ・チップスやサンドイッチのような食品に用いる。
粉末ミックスのチーズソースも生産されており、インスタント食品として小袋やビンに包装して市販される。乾麺のパスタとソースミックスの小袋がセットになったマカロニ・アンド・チーズ製品もある。
市販の冷凍食品（TVディナーや冷凍野菜）に含まれていることもある。脂質が豊富なチーズソースは分離しやすく、ホモジナイズ処理を行ったり乳化剤を添加して均質化する必要がある。成分や乳化の程度は加工調理の工程にも影響を与える。そのほかアメリカ産の加工済み野菜の缶詰でもチーズソース製品は使われている。
2000年代の後半、キャンベル・スープ・カンパニーはアメリカ国内の地域的な消費嗜好の調査に基づいて缶入りチーズソースの成分を変更した。それによると、従来のソースは南西部・西部の平均的な消費者にとって辛味が足りず、東部では辛すぎたのだという。そこでキャンベルはカリフォルニアとテキサスの工場では辛さを増した製品を生産するようになった。

チーズソース製品
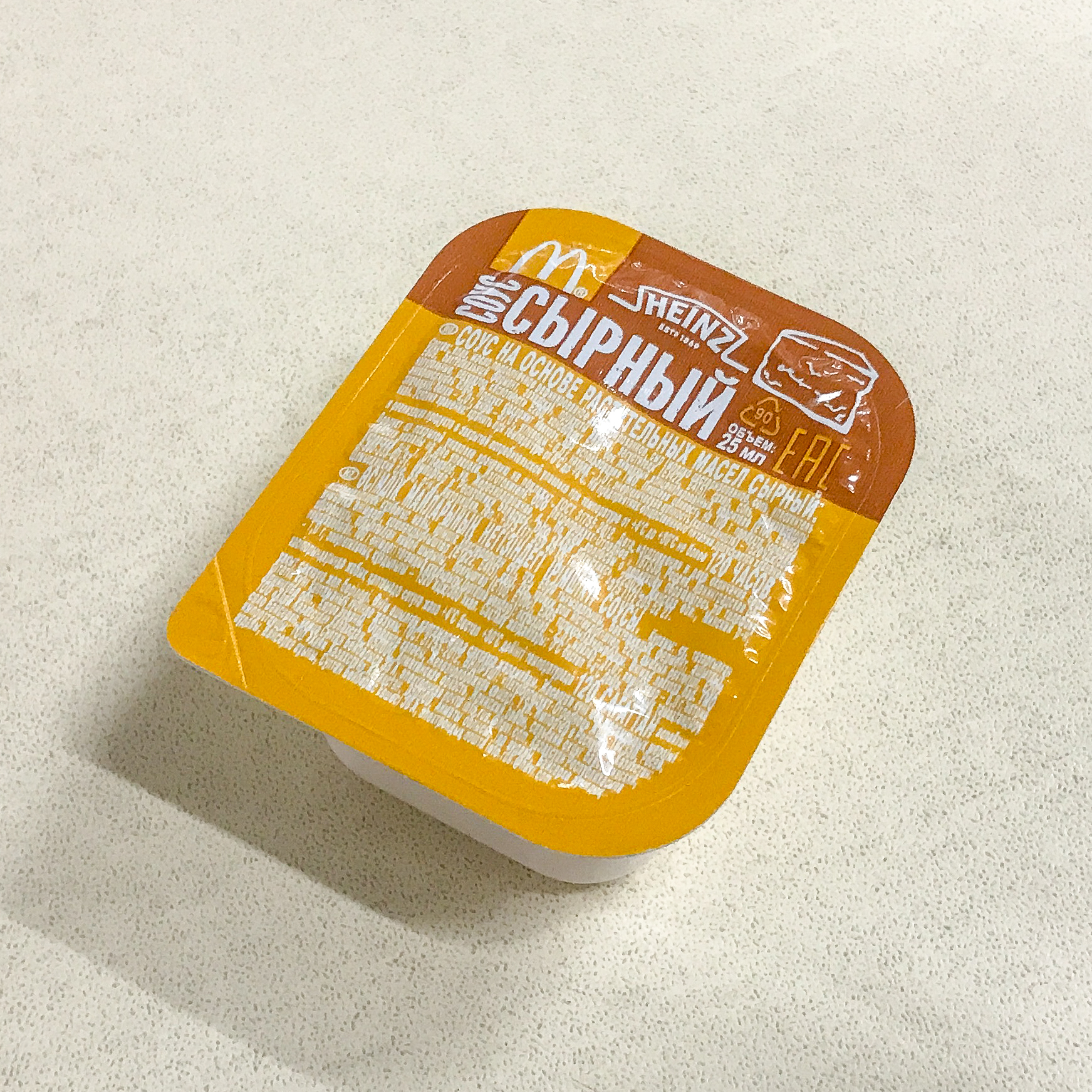
ハインツ製チーズソース。ロシア、モスクワのマクドナルドにて。
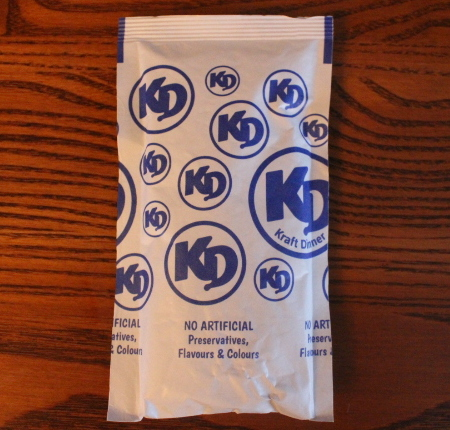
マカロニ・アンド・チーズのブランド、クラフトディナー（英語版）はマカロニと粉末プロセスチーズソースの小袋がセットになっている（2018年、カナダ）。
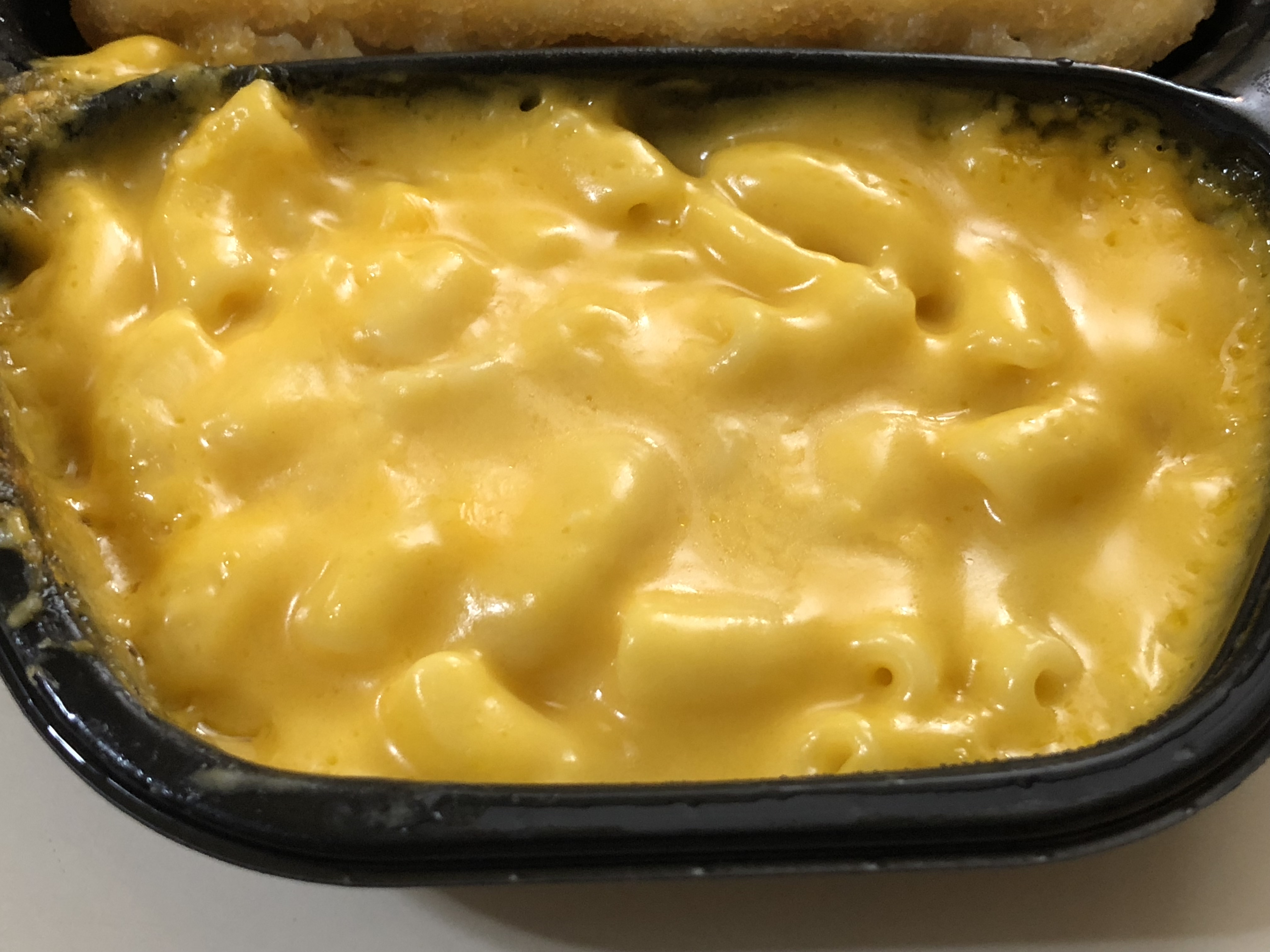
冷凍食品のプレートセットに含まれていたマカロニ・アンド・チーズ。チーズソースも凍った状態で入っている。
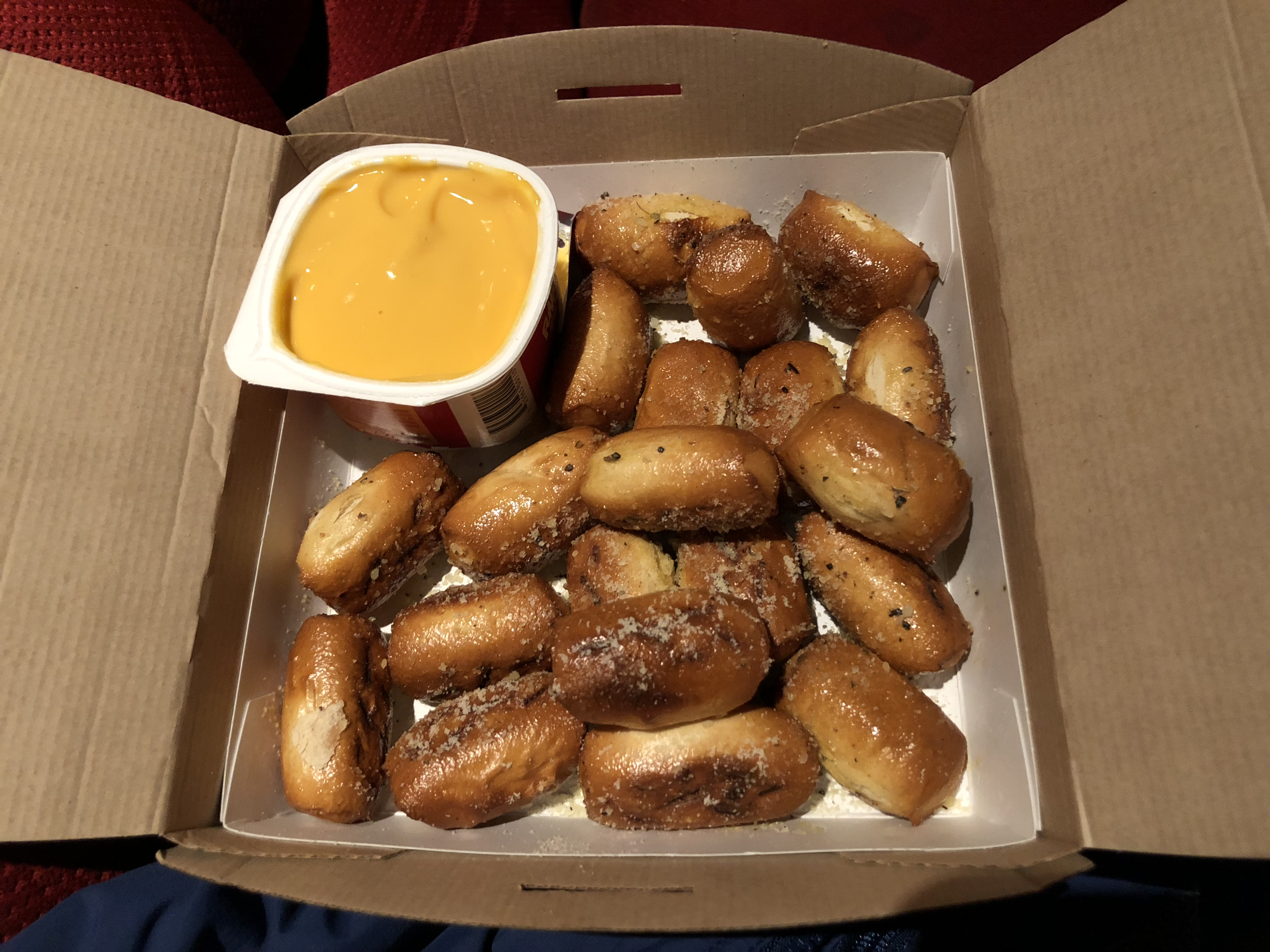
業務用のチーズソースが添えられた一口サイズのプレッツェル。アメリカの映画館にて。